# Empada
Empada – miasto w południowej Gwinei Bissau; w regionie Quinara; 2267 mieszkańców (2006).
Większość mieszkańców miasta i regionu pochodzi z ludu Balanta, część z ludu Fulbe i Mandinka, porozumiewają się językiem biafada.

## Sektor Quebo
Sektor o powierzchni 777 km². zamieszkuje 17517 osób (2009) jest bardzo słabo rozwinięty, nikła sieć dróg ponadlokalnych, istniejące są w bardzo złym stanie
Siedziba sektora Quebo, cały sektor obejmuje 85 wiosek, wiele z nich to małe osady plemienne (Tabancas), na czele których stoi wódź lub tzw. król społeczności. Do największych wsi w sektorze należą:
- Batambali (690 mieszkańców)
- Darsalame (713 mieszkańców w trzech koloniach)
- Empada - miasto (2267 mieszkańców w trzech koloniach)
- Francunda Beafada (1255 mieszkańców w dwóch koloniach)
- Gã-Comba Beafada (588 mieszkańców)
- Madina de Cima Beafada (234 mieszkańców)
- Madina de Baixo (387 mieszkańców)
- São Miguel Balanta (387 mieszkańców)